# Station Beroun
Station Beroun is een spoorwegstation in de Tsjechische stad Beroun. Het station is een van de belangrijkste tussenstations op de lijn van Pilsen naar Praag.

## Treinverkeer
De volgende spoorlijnen lopen vanaf/naar het station Beroun:
- lijn 170: Beroun - Pilsen - Cheb
- lijn 171: Beroun - Praag
- lijn 173: Beroun - Rudná - Praag
- lijn 174: Beroun - Rakovník

Beroun ↔ Beroun-Králův Dvůr ↔ Beroun-Popovice ↔ Zdice ↔ Stašov ↔ Praskolesy ↔ Hořovice ↔ Cerhovice ↔ Zbiroh ↔ Kařízek ↔ Mýto ↔ Holoubkov ↔ Svojkovice ↔ Rokycany ↔ Klabava ↔ Ejpovice ↔ Dýšina ↔ Chrást u Plzně ↔ Plzeň-Doubravka ↔ Plzeň hlavní nádraží - Plzeň-Jižní Předměstí ↔ Plzeň-Zadní Skvrňany ↔ Plzeň-Křimice ↔ Vochov ↔ Kozolupy ↔ Plešnice ↔ Pňovany zastávka ↔ Pňovany ↔ Sulislav ↔ Vranov u Stříbra ↔ Stříbro ↔ Milíkov ↔ Svojšín ↔ Ošelín ↔ Pavlovice ↔ Brod nad Tichou ↔ Planá u Mariánských Lázní ↔ Chodová Planá ↔ Mariánské Lázně ↔ Valy u Mariánských Lázní - Lázně Kynžvart - Dolní Žandov - Salajna - Lipová u Chebu - Stebnice - Všeboř - Cheb
Praha hlavní nádraží ↔ Praha-Smíchov ↔ Praha-Velká Chuchle ↔ Praha-Radotín ↔ Černošice ↔ Černošice-Mokropsy ↔ Všenory ↔ Dobřichovice ↔ Řevnice ↔ Zadní Třebaň ↔ Karlštejn ↔ Srbsko ↔ Beroun